# Добрицька область
Добри́цька о́бласть (болг. Област Добрич) — область у Північно-східному регіоні Болгарії.

## Особливості адміністративного поділу
Область поділяється на 8 общин, у межах області розташовано 215 населених пунктів, із них 6 — це міста. Особливостями адміністративного поділу області є те, що в межах Добрицткої області розташовані общини Добричка, і Крушари, на території яких — одні села. А також община м. Добрич, яка складається з одного населеного пункту. Населення м. Добрич, становить приблизно 46 % населення всієї області.

## Адміністративний поділ
- Добрицька область
  - Община Балчик
  - Община Генерал-Тошево
  - Община Добричка
  - Община Каварна
  - Община Крушари
  - Община Тервел
  - Община Добрич
  - Община Шабла

## Туризм
В області розташоване село Камен-Бряг — місце відпочинку для любителів «напівдикого відпочинку».